# Киргизька автономна область
Киргизька автономна область  (до 15 травня 1925 — Кара-Киргизька автономна область  або Кара-Киргизька АО) — адміністративно-територіальна одиниця РРФСР, що існувала 14 жовтня 1924 — 1 лютого 1926.
Столиця автономної області — місто Пішпек.

## Історія
25 травня 1925 Кара-Киргизька АО була перейменована на Киргизьку АО. Остання, в свою чергу, 1 лютого 1926 була перетворена на Киргизьку АРСР (1926–1936).